# Potige Smurf

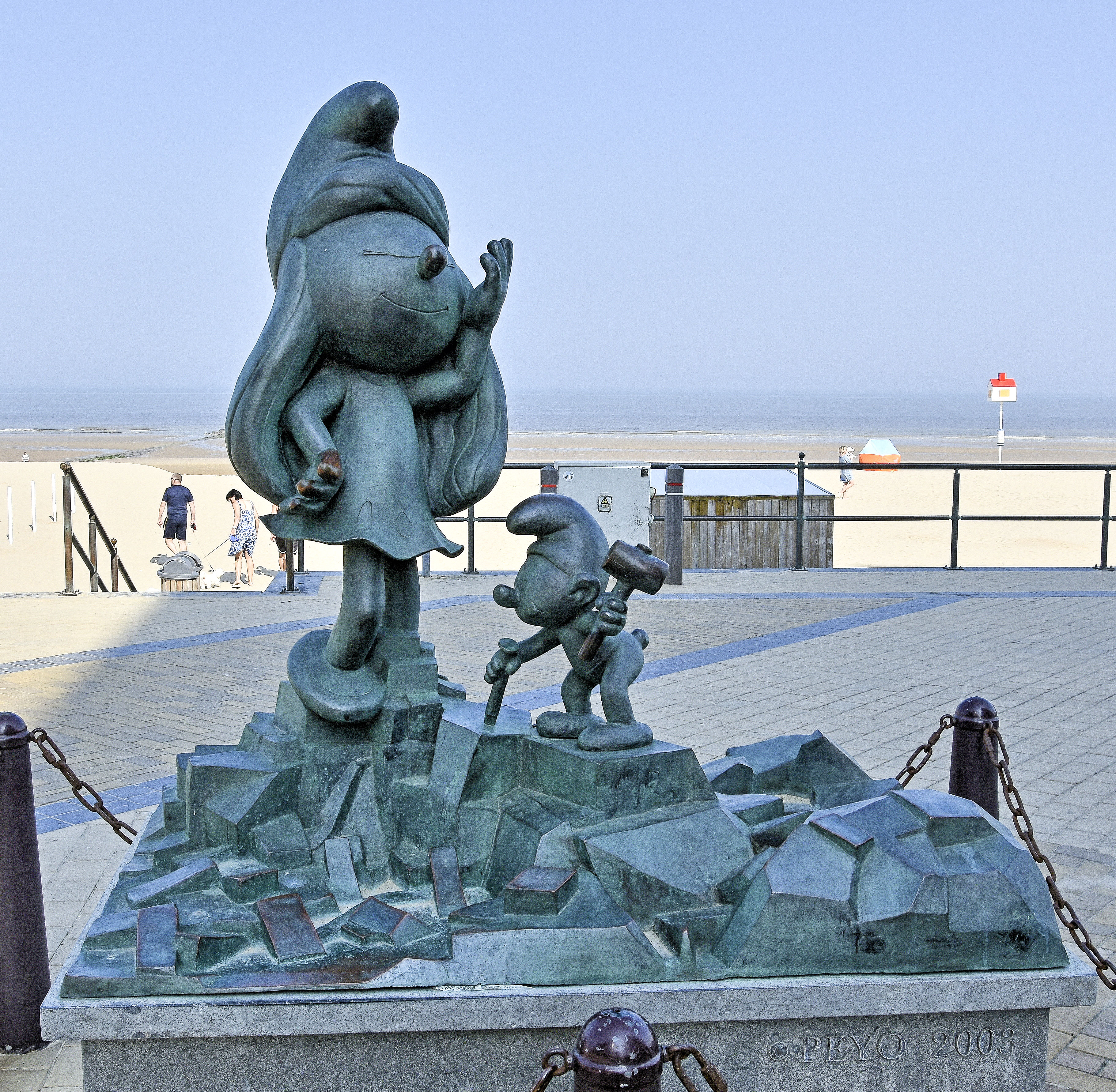
Potige Smurf naast Smurfin in Middelkerke

Potige Smurf is een van de vaste personages uit het universum van de Smurfen, bedacht door de Belgische striptekenaar Peyo. Hij komt zowel voor in de oorspronkelijke stripserie van Peyo als in de hierop gebaseerde tekenfilms. 

## Verhaallijnen
Potige Smurf is lichamelijk de sterkste van alle Smurfen. Hij beoefent allerlei verschillende sporten, zoals gewichtheffen. De meeste andere Smurfen hebben veel bewondering voor hem. Vaak vragen ze hem om hulp als er een karweitje is waar veel kracht bij komt kijken. 
Hij pocht graag met zijn kracht en is ook nogal lichtgeraakt.
Hij is vooral te herkennen aan het getatoeëerde hartje op zijn arm.

## Stem
De originele stem van Potige Smurf werd onder andere ingesproken door Frank Welker (televisieserie De Smurfen), Michael Sorich (de animatiefilm De fluit met de zes smurfen, Gary Basaraba (De Smurfen uit 2011, The Smurfs: A Christmas Carol uit 2011, De Smurfen 2 uit 2013 en De Smurfen 2: Videogame), Joe Manganiello (De Smurfen en het Verloren Dorp uit 2017), Gunnar Bergmann met Vincent Broes (3D-televisieserie De Smurfen) en Nick Kroll (Smurfs uit 2025).
De Nederlandse stem van Potige Smurf werd onder andere ingesproken door Ger Smit en Stan Limburg (televisieserie De Smurfen), Fred Meijer (De Smurfen uit 2011, The Smurfs: A Christmas Carol uit 2011, De Smurfen 2 uit 2013 en The Smurfs: The Legend of Smurfy Hollow uit 2013), Johnny de Mol (De Smurfen en het Verloren Dorp uit 2017), Stefano Keizers (3D-televisieserie De Smurfen) en Arie Boomsma (Smurfs uit 2025). De films en 3D-televisieserie kregen in Vlaanderen een andere nasynchronisatie, onder ander met Jan Van Looveren en Vincent Broes.

## Potige Smurf in andere talen
- Engels: Hefty Smurf
- Frans: Schtroumpf Costaud
- Duits: Hefti Schlumpf
- Spaans: Pitufo fortachón